# Olympische Sommerspiele 1908/Radsport – 5 km Bahn (Männer)
Das 5-Kilometer-Rennen im Bahnradsport bei den Olympischen Spielen 1908 in London fand vom 17. bis 18. Juli im White City Stadium statt.
Jeder Nation standen bis zu 12 Startplätze zu. Das Zeitlimit für das Rennen betrug 9 Minuten und 25 Sekunden. Der Wettbewerb fand in zwei Runden statt (Halbfinale und Finale). Im Halbfinale gab es sieben Läufe, aus denen sich der jeweilige Sieger für das Finale qualifizierte, sofern er nicht das Zeitlimit überschritten hatte.
Im Finale konnte sich der Brite Benjamin Jones den Olympiasieg sichern.

## Ergebnisse

### Halbfinale

#### Halbfinale 1
| Rang | Athlet               | Nation             | Zeit       | Anm. |
| ---- | -------------------- | ------------------ | ---------- | ---- |
| 1    | Johannes van Spengen | Niederlande        | 8:39,8 min | Q    |
| 2    | Daniel Flynn         | Großbritannien     | unbekannt  |      |
| 3    | Guglielmo Malatesta  | Königreich Italien | unbekannt  |      |
| 4    | Pierre Seginaud      | Frankreich         | unbekannt  |      |
|      | William Bailey       | Großbritannien     | DNF        |      |

#### Halbfinale 2
| Rang           | Athlet             | Nation         | Zeit       | Anm. |
| -------------- | ------------------ | -------------- | ---------- | ---- |
| 1              | Émile Maréchal     | Frankreich     | 9:01,4 min | Q    |
| 2              | Frederick McCarthy | Kanada         | unbekannt  |      |
| 3              | Antonie Gerrits    | Niederlande    | unbekannt  |      |
|                | Ernest Payne       | Großbritannien | DNF        |      |
| Émile Demangel | Frankreich         | DSQ            |            |      |

#### Halbfinale 3
| Rang | Athlet           | Nation          | Zeit       | Anm. |
| ---- | ---------------- | --------------- | ---------- | ---- |
| 1    | André Auffray    | Frankreich      | 8:56,8 min | Q    |
| 2    | Hermann Martens  | Deutsches Reich | unbekannt  |      |
| 3    | Philipus Frylink | Südafrika       | unbekannt  |      |
| 4    | Bruno Götze      | Deutsches Reich | unbekannt  |      |
| 5    | William Morton   | Kanada          | unbekannt  |      |

#### Halbfinale 4
| Rang | Athlet                       | Nation         | Zeit       | Anm. |
| ---- | ---------------------------- | -------------- | ---------- | ---- |
| 1    | Gerard Bosch van Drakenstein | Niederlande    | 8:42,8 min | Q    |
| 2    | W. F. Magee                  | Großbritannien | unbekannt  |      |
| 3    | Pierre Texier                | Frankreich     | unbekannt  |      |
| 4    | Thomas Passmore              | Südafrika      | unbekannt  |      |
|      | André Poulain                | Frankreich     | DNF        |      |

#### Halbfinale 5
| Rang | Athlet               | Nation             | Zeit       | Anm. |
| ---- | -------------------- | ------------------ | ---------- | ---- |
| 1    | Benjamin Jones       | Großbritannien     | 9:08,8 min | Q    |
| 2    | Karl Neumer          | Deutsches Reich    | unbekannt  |      |
| 3    | Cesare Zanzottera    | Königreich Italien | unbekannt  |      |
| 4–9  | Georgius Damen       | Niederlande        | unbekannt  |      |
| 4–9  | Gaston Delaplane     | Frankreich         | unbekannt  |      |
| 4–9  | Max Götze            | Deutsches Reich    | unbekannt  |      |
| 4–9  | Joe Lavery           | Großbritannien     | unbekannt  |      |
| 4–9  | Frank Shore          | Südafrika          | unbekannt  |      |
| 4–9  | Richard Villepontoux | Frankreich         | unbekannt  |      |

#### Halbfinale 6
| Rang | Athlet              | Nation             | Zeit       | Anm. |
| ---- | ------------------- | ------------------ | ---------- | ---- |
| 1    | Clarence Kingsbury  | Großbritannien     | 8:53,0 min | Q    |
| 2    | Guglielmo Morisetti | Königreich Italien | unbekannt  |      |
| 3    | Dorus Nijland       | Niederlande        | unbekannt  |      |
| 4    | Gaston Dreyfus      | Frankreich         | unbekannt  |      |
| 5–6  | Walter Andrews      | Kanada             | unbekannt  |      |
| 5–6  | Albert Calvert      | Großbritannien     | unbekannt  |      |

#### Halbfinale 7
| Rang | Athlet                | Nation          | Zeit       | Anm. |
| ---- | --------------------- | --------------- | ---------- | ---- |
| 1    | Maurice Schilles      | Frankreich      | 7:55,4 min | Q    |
| 2    | C. V. Clark           | Großbritannien  | unbekannt  |      |
| 3    | William Anderson      | Kanada          | unbekannt  |      |
| 4–7  | Guillaume Coeckelberg | Belgien         | unbekannt  |      |
| 4–7  | Rudolf Katzer         | Deutsches Reich | unbekannt  |      |
| 4–7  | Georges Perrin        | Frankreich      | unbekannt  |      |
| 4–7  | Floris Venter         | Südafrika       | unbekannt  |      |

### Finale
| Rang | Athlet                       | Nation         | Zeit       |
| ---- | ---------------------------- | -------------- | ---------- |
| 1    | Benjamin Jones               | Großbritannien | 8:36,2 min |
| 2    | Maurice Schilles             | Frankreich     | unbekannt  |
| 3    | André Auffray                | Frankreich     | unbekannt  |
| 4    | Émile Maréchal               | Frankreich     | unbekannt  |
| 5    | Clarence Kingsbury           | Großbritannien | unbekannt  |
| 6    | Johannes van Spengen         | Niederlande    | unbekannt  |
| 7    | Gerard Bosch van Drakenstein | Niederlande    | unbekannt  |